# Caxton College
Caxton College (fundado en 1987 en Puzol, Valencia) es un colegio británico, privado y mixto, sigue el currículum británico mixto, combinando el currículo de Gran Bretaña y las asignaturas obligatorias del sistema español. La lengua vehicular es el inglés y ofrece una educación integral a niños y adolescentes de 1 a 18 años, adaptada tanto al modelo universitario español como al británico e internacional. Los exámenes son los mismos a los que se enfrentan los alumnos de colegios de Reino Unido. Su línea educativa fomenta la autonomía del alumno en el contexto de un aprendizaje creativo, reflexivo e investigador. En Secundaria y Bachillerato todas las asignaturas se cursan en aulas especializadas con el fin de reforzar la teoría aprendida con la práctica en los laboratorios, aulas de arte, aulas de informática, etc. Se ubica en el municipio valenciano de Puzol, a solo 20 kilómetros de Valencia (España).

## Historia
El colegio Caxton College se fundó en el año 1987 por la familia Gil-Marqués que aún a día de hoy, continúa a cargo del colegio con Amparo Gil Marqués como directora del centro. Su nombre hace referencia a William Caxton, primer impresor en lengua inglesa y notable por haber estandarizado el idioma inglés, homogeneizando los textos que originalmente fueron escritos en muchos dialectos regionales. Además, contribuyó a la expansión del vocabulario inglés a través de la impresión.
En el año 2017, el colegio recibe el reconocimiento internacional “British School Overseas” que otorga la inspección educativa británica Cambridge Education.

## Propuesta pedagógica
El colegio Caxton College cuenta con el lema Honeste Vivere que se ve reflejado en la propuesta educativa de que los alumnos vivan con honestidad para que puedan crear relaciones sociales basadas en el respeto, la sinceridad y la responsabilidad. Todos los estudiantes reciben una sólida formación bilingüe que los engloba en un entorno de mestizaje entre la cultura británica y la española, dotándolo de un ambiente internacional
La educación en valores es uno de los pilares del día a día, para formar individuos que se impliquen con su entorno, la protección del medio ambiente, el comercio justo, la solidaridad y la inclusión social.
El 80% del profesorado es nativo del Reino Unido e imparten las asignaturas propias del sistema educativo inglés y galés. El 20% restante son profesores españoles que imparten las materias de español, valenciano, ciencias sociales y religión. Una propuesta pedagógica que se ve complementada con diferentes actividades extraescolares deportivas como pueden ser el fútbol, el atletismo, el baloncesto, el tenis o el kárate. 